# Bai Guang
Bai Guang, parfois écrit Bai Kwong (chinois : 白光 pinyin : bái guāng), née le 27 juin 1921 sous le nom Shi Yongfen (史永芬 Shǐ Yǒngfēn) à Pékin, en Chine, morte le 27 août 1999 à Kuala Lumpur en Malaisie, est une célèbre chanteuse de cinéma et actrice. Dans les années 1940, elle est devenue une des sept grandes étoiles de la chanson.

## Biographie
Dans ses jeunes années, Bai Guang étudie dans la troupe de théâtre de salon de Pékin (北平沙龙剧团) et depuis qu'elle a interprété la pièce de Cao Yu Sunrise. En 1937, elle étudie dans la section musicale de l'Université pour femmes de Tokyo jusqu'en 1942, pendant la Seconde Guerre mondiale.
Après l'école de dramaturgie, elle désire devenir une étoile du cinéma. Comme elle dit, elle veut « devenir comme les rayons de lumière allant du projecteur de cinéma au grand écran. » Son nom de scène était donc Bai Guang (白光), qui signifie « Rayon blanc ».
Dans les années 2000, elle redevient célèbre avec la chanson Dengzhe ni huilai (等着你回来, Je suis en train d'attendre ton retour), notamment, grâce à un remix sur la compilation de diva chinoises diffusée internationalement 《中国酒廊》(China Lounge Feat. Shanghai Divas), parmi ses chansons célèbres, il y a aussi Qiu ye (秋夜, Nuit d'automne), Chun (春 Printemps), ou Jiazhengjing (假正经 Mensonge).
En juillet 1949, elle est reconnue comme l'une des quatre grandes actrices par les médias hongkongais, aux côtés de Li Li-Hua, Zhou Xuan et Wang Danfeng.